# Еріх фон Штрогейм
Еріх фон Штрогейм (нім. Erich Oswald Stroheim; нар. 22 вересня 1885, Відень — пом. 12 травня 1957, Морепа) — американський кінорежисер, актор, сценарист.

## Життєпис

### В Австрії (1885—1908)
Еріх Штрогейм сам склав свою біографію. Опинившись у Сполучених Штатах, він привласнив собі аристократичне ім'я і титул (граф Еріх Освальд Ганс Карл Марія фон Штрогейм і Норденвалль); пізніше, в Голлівуді, перетворився на офіцера з багатим військовим минулим. Насправді він народився в заможній єврейській родині; батько, Бенно Штрогейм, комерсант, одружившись з пражанкою Йоганне Бонді, за допомогою її багатих батьків відкрив фабрику, що випускала солом'яні та фетрові капелюхи; надалі фірма «Stroheim & Co» виробляла не лише капелюхи.
Після закінчення середньої школи Штрогейм у 1901—1904 роках навчався в Граці в Комерційній академії, деякий час працював на батьківській фабриці. З дитинства закоханий у військову форму, у квітні 1906 року він намагався вступити на військову службу, проте через свій невисокий зріст (168 см) і фізичну слабкість був визнаний непридатним для стройової служби; трохи більше як півроку він перебував в армії, в кавалерії, як однорічний, але в грудні його звільнили. Несправджену мрію Штрогейм згодом здійснить у своїх власних і в чужих фільмах: зіграє близько двох десятків офіцерів, від лейтенантів до фельдмаршала.
1908 року обставини, дотепер не цілком з'ясовані, змусили Штрогейма покинути Австрію.

### У США (1909—1929)
1909 року він вперше перетнув океан і наприкінці листопада опинився на берегах Америки. Через багато років Штрогейм стверджував, ніби перші три роки свого перебування в країні він служив в американській армії; однак, як і багато що в його свідченнях, це не відповідає дійсності: в січні 1911 року він дійсно записався в ескадрон першого кавалерійського полку штату Нью-Йорк, але вже в березні того ж року його відрахували. До того часу він встиг об'їздити всю Америку; представившись після прибуття австрійським аристократом, Штрогейм в перші роки заробляв на життя як чорнороб, вантажник, мийник посуду, офіціант. Врешті-решт він став журналістом, писав невеликі п'єси, одночасно виступав у вар'єте.
У 1914 році бажання стати режисером призвело Штрогейма в Лос-Анджелес. Він працював у Голлівуді, зокрема у Девіда Гріффіта у фільмах «Народження нації» (1915), «Нетерпимість» (1916) і «Серця світу» (1918), як асистент режисера, технічний директор, художник по костюмах, його використовували одночасно як статиста і каскадера. У 1915—1917 роках знімався переважно в таких ролях, які не вказували в титрах; після вступу Сполучених Штатів у Першу світову війну Штрогейм, з його легендою про багате армійське минуле і самовільно присвоєним офіцерським чином, виявився потрібний і як консультант, і як актор: серед його ролей з'явилися Лейтенант, Офіцер, Ад'ютант — спочатку безіменні, а 1918 року вже з іменами: лейтенант Курт фон Шнідітц («Невіруючий»), фон Бікеле («Варвар всередині»); але найбільше глядачі запам'ятали його Еріха фон Еберхарда у фільмі Аллена Голубара «Серце людства», — Штрогейм настільки успішно передав образ ворога, цинічного і безжалісного (у фільмі Голубара його герой, крім всього іншого, викидав з вікна дитину, яка заважала йому своїм плачем), що ненависть американців зрештою обернулася на нього самого.

#### Перші фільми
1919 року на кіностудії «Юніверсал» Штрогейм дебютував як режисер фільмом «Сліпі чоловіки», в якому він був одночасно сценаристом, художником по костюмах і виконавцем однієї з головних ролей — лейтенанта Еріха фон Штойбена. Німець, який у військові роки був брутальним офіцером, у мирний час перетворився на дрібного негідника і спокусника чужих дружин, що підбирає, втім, лише те, що погано лежить, — урешті-решт, саме завдяки йому «сліпий чоловік» усвідомлює, що приділяє занадто мало уваги своїй люблячій дружині. Уже перший фільм Штрогейма помітно відрізнявся від аналогічних творів, поставлених в стилі Сесіля Де Мілля, — нехарактерним для тодішнього німого кіно загальним реалізмом, зокрема природністю поведінки персонажів, які не прагнули, як це було прийнято в ті роки, компенсувати відсутність звуку перебільшеною мімікою і жестикуляцією.
Навіть у цьому недорогому в порівнянні з пізнішими фільмі Штрогейм перевищив бюджет у кілька разів; проте касовий успіх «Сліпих чоловіків» дозволив кіностудії окупити всі витрати. Другий фільм Штрогейма, знятий того ж року, «Відмичка диявола» (The Devil's Pass Key), не зберігся, але закріпив успіх режисера і дозволив розпочати найзначнішу роботу перших років — фільм «Дурні дружини», що вийшов на екрани 1922 року, в якому самому собі Штрогейм відвів роль чергового негідника у військовій формі, але вже не настільки дрібного. «Графа» Карамзіна дослідники тлумачать як самопародію, тією чи іншою мірою присутню і в інших фільмах режисера: Карамзін — такий само фальшивий граф, як сам Штройгейм, і, дуже ймовірно, такий само фальшивий офіцер, який втік зі своєї країни (у фільмі — з революційної Росії) і частково змушений заробляти на життя чим і як доведеться.
Розмах, властивий Карамзіну в приватному житті, сам Штрогейм демонстрував у своїй режисерській діяльності: його зростаюче від фільму до фільму марнотратство, попри касовий успіх дратувало керівництво студії, і четвертий фільм, «Карусель», йому не вдалося завершити. Продюсер фірми, Ірвінг Тальберг, хотів звільнити Штрогейма ще в процесі роботи над «Дурними дружинами», але не зміг, оскільки Штрогейм виконував у фільмі головну роль; і хоча режисер обіцяв у наступному фільмі в бюджет вкластися, Тальберг, не повіривши, наполіг на тому, щоб в «Каруселі» в головній ролі знімався інший актор.

#### У зеніті слави
Під час знімання «Каруселі» між Штрогеймом і керівництвом студії виник конфлікт, який закінчився його звільненням з роботи над фільмом незадовго до закінчення зйомок; Руперт Джуліан, який прийшов йому на зміну, відзняв наново більшу частину вже відзнятого матеріалу, і, оскільки Штрогеймом під цим фільмом підписуватися відмовився, то в титрах було вказано тільки Джуліан. У жовтні 1922 року фірма розірвала контракт; однак, попри чутки (нерідко перебільшені) про його божевільне марнотратство, репутація Штрогейма-режисера на той час була вже настільки висока, що, тільки-но вийшовши за поріг «Юніверсал», він одразу ж отримав пропозицію від «метро-Голдвін-Меєр», зі значно вищим окладом.

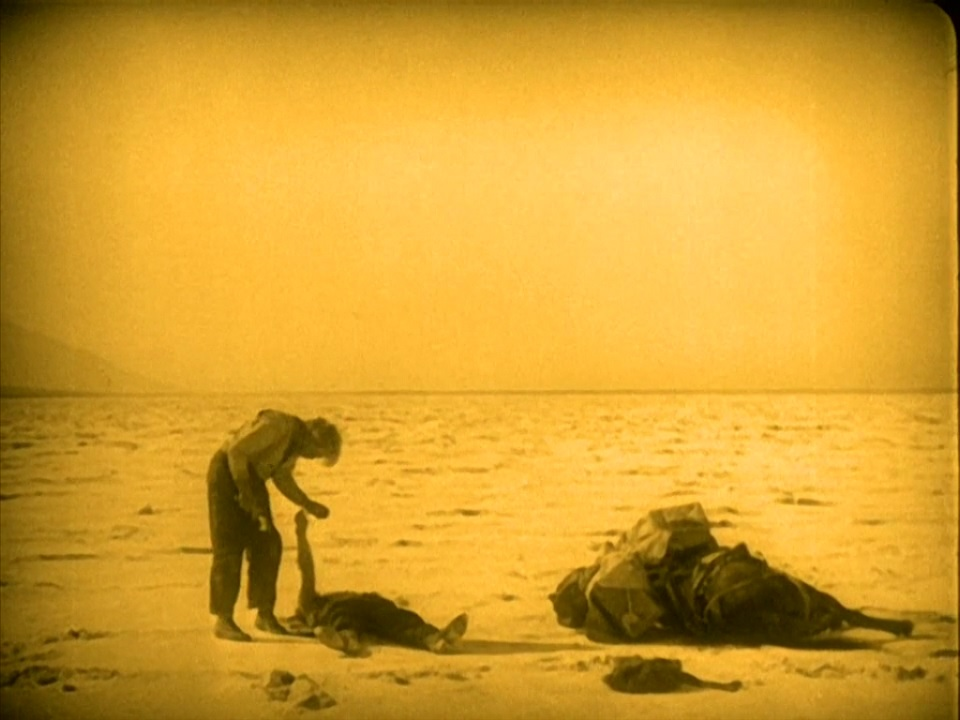
«Жадібність», фінал у Долині Смерті

Тут Штрогейм вже наприкінці 1922 року розпочав роботу над фільмом «Жадібність» за повістю Френка Норріса «Мактіг. Сан-франциська історія». Цей фільм став вершиною його режисерської діяльності: хоча не всі шанувальники Штрогейма вважають «Жадібність» його найкращим творінням, саме цей фільм за різними опитуваннями посідає найвищі позиції серед найкращих фільмів усіх часів. Однак проти волі Штрогейма фільм було багаторазово (з 42 котушок до 10) скорочено на вимогу продюсерів. Оскільки сам режисер погодився скоротити фільм лише до 24 котушок, то подальше скорочення здійснила кіностудія. Остаточну версію сам Штрогейм відмовився визнати своєю, однак саме в такому, спотвореному вигляді фільм відомий глядачам; оригінальна версія, судячи з усього, не збереглася.
Проте, ображений режисер був змушений продовжити роботу на «Метро-Голдвін-Меєр» і на замовлення кіностудії екранізувати оперету Франца Легара «Весела вдова». Штрогейм запропонував досить своєрідне трактування оперети, знімання проходило в постійних конфліктах з «зірками», призначеними на головні ролі керівництвом студії (сам Штрогейм завжди вважав за краще працювати не з зірками); справа дійшла до того, що на вимогу виконавиці головної ролі Штрогейма усунули від роботи над фільмом; врятувала його знімальна група, яка відмовилася працювати з іншим режисером.
Винятковий комерційний успіх «Веселої вдови» (The Merry Widow), що вийшла на екрани в 1925 році, подарував Штрогейму свободу — дозволив покинути «Метро-Голдвін-Меєр» і вже на студії «Paramount Pictures» розпочати реалізацію власного задуму під назвою "Весільний марш ".

#### Останні фільми
«Весільний марш» (The Wedding March), у якому Штрогейм, як в ранніх своїх фільмах, сам зіграв головну роль, іноді називають автобіографічним — за традицією, що склалася в ті часи, коли вигаданий життєпис режисера ще вважали справжнім: віденський аристократ Ніколас фон Вільделібе-Рауфенбург, офіцер імператорської гвардії, — той, ким Штрогейм хотів бути, але ніколи не був. Якщо не автобіографічність, то автопортретизм, нерідко іронічний і навіть злий, присутній у «Весільному марші», як і в багатьох інших фільмах Штрогейма.
Робота над фільмом завершилася черговим конфліктом і розривом; перемонтаж студія доручила Джозефові фон Штернбергу, який, за власним переконанням, зробив все, щоб врятувати фільм, а на думку Штрогейма, абсолютно спотворив його задум. Наприкінці життя Штрогейму вдалося частково відновити оригінальну версію.
Режисерові, що опинився без роботи, ще один шанс надала Глорія Свенсон, яка в роки слави Штрогейма, як і багато відомих акторів, зокрема Грета Гарбо, мріяла знятися в його фільмі. 1926 року Свенсон заснувала власну кіностудію, на якій і відбулась спроба реалізувати спільний проєкт, що дістав назву «Королева Келлі».
До нового фільму Штрогейм підійшов у всеозброєнні не лише «геніальності» (цей епітет супроводжував і ранні його фільми), а й творчої зрілості, і майстерності, — при всій чарівності «Сліпих чоловіків», відзнятий матеріал «Королеви Келлі» свідчить про величезний шлях, який режисер здолав за ці десять років; «Королева Келлі» могла стати найкращим фільмом Штрогейма, але стала ще однією незавершеною роботою. Дорогі, як завжди у Штрогейма, знімання затягувалося, а тим часом наступала ера звукового кіно, — побоюючись, що до моменту завершення роботи німий фільм вже не зможе зацікавити публіку і не окупить витрати, Глорія Свенсон відсторонила Штройгема від роботи. Фільм завершували інші режисери, при цьому істотно змінивши і скоротивши сценарій (1985 року відновлено оригінальну версію, яку й видано нині на DVD).
Після невдачі з «Королевою Келлі» Штрогейм виявився відлучений від режисури; його і раніше неоднозначна репутація тепер була зіпсована остаточно. 1933 року він несподівано отримав пропозицію зняти звуковий фільм, що вийшов у прокат під назвою «Привіт, сестра!», Проте і ця історія закінчилася конфліктом з кіностудією, оригінальну версію перемонтували і змінили до невпізнання.

### Після відлучення
Після «Королеви Келлі» Штрогейм упродовж низки років змушений був перебиватися більш-менш випадковими заробітками — як актор, сценарист, консультант. Знаходити роботу допомагали друзі та шанувальники, яких він знайшов у попередні роки; так Грета Гарбо вимовила для Штрогейма роль у фільмі «Якою ти мене бажаєш» (As You Desire Me, 1932), а в «Метро-Голдвін-Меєр» йому зрештою знайшли роботу в літературному відділі, з невеликим, 150 доларів на тиждень, але принаймні твердим заробітком (як режисер Штрогейм отримував на MGM 3 тисячі доларів на тиждень).
Таке життя була занадто принизливим, і 1936 року, отримавши пропозицію з Франції, від режисера Реймона Бернара, Штрогейм без жалю покинув Голлівуд. За успішно зіграної у фільмі Бернара («Marthe Richard au service de la France», 1937) роллю барона Еріха фон Людова пішли нові пропозиції, зокрема від Крістіана-Жака («Пірати на рейках» і «Зниклі з Сент-Ажіля», 1938) і П'єра Шеналя («Алібі» і «Справа Лафарж»); але ще раніше — від гарячого шанувальника Штрогейма-режисера Жана Ренуара; роль Рауффенштайна в його фільмі «Велика ілюзія» (1937) принесла справжню славу Штрогейму-акторові.
Початок Другої світової війни змусив Штрогейма наприкінці 1939 року повернутися в США. Тут він грав на сцені (на Бродвеї) й продовжував зніматися в кіно; серед найкращих ролей — фельдмаршал Роммель у фільмі Біллі Уайлдера «П'ять гробниць дорогою до Каїру» (1943).
Після війни, в 1946 році, Штрогейм повернувся до Франції, знімався у французьких режисерів, зокрема у фільмі Бернар-Ролана «Портрет вбивці» (1949) — з Арлетті, П'єром Брассером і Марселем Даліо. Через сильний акцент грати йому доводилося переважно іноземців; навіть у «Наполеоні» Саша Гітрі, який зібрав чи не всіх знаменитих на той момент акторів, Штрогейму дісталася роль Бетховена.
Сполучені Штати після війни Штрогейм відвідав лише один раз, у 1950 році, щоб зіграти у фільмі Біллі Вайлдера «Бульвар Сансет» Макса фон Маєрлінга — колись знаменитого режисера. «Зірку» німого кіно, яка відлучила його (хоча й інакше, ніж в житті) від режисури, зіграла Глорія Свенсон, а старий фільм, який забута «зірка» дивиться у своєму домашньому кінотеатрі, — не що інше, як «Королева Келлі».
Штрогейм помер від раку в своєму будинку в передмісті Парижа.

## Творчість
Еріх фон Штрогейм був одним з тих режисерів, які у своїх фільмах відкривали нові можливості молодого виду мистецтва. Від свого вчителя Гріффіта Штрогейм успадкував потребу в епічному розмахові, реалізовану, однак, принципово інакше, на зовсім іншому матеріалі. На відміну від Гріффіта і багатьох інших сучасників, він прагнув до створення реалістичного кінематографа — до максимальної достовірності, аж до найдрібніших подробиць, не лише костюмів, реквізиту та декорацій (навіть якщо декорація показувалася лише одним планом і тут же знищувалася пожежею), але, передусім, до справжності переживань, до відтворення складності людських характерів. У фільмах Штрогейма реалістичний сам перебіг часу: він сповільнюється, розтягується в ключові моменти, дозволяючи режисерові зобразити всі деталі і нюанси, які саме в такі моменти набувають важливості для його героїв.
Про дивацтва режисера складали легенди і анекдоти, достовірність яких нині вже важко перевірити; проте дослідники приймають на віру розповідь про те, як під час знімання «Веселої вдови» Штрогейм прийшов у лють, виявивши, що дверний дзвоник не працює. Знімався німий фільм, але режисерові потрібна була природна реакція акторів на реальний звук.
Перфекціонізм Штрогейма виявився передчасним: у 1920-х роках власники багатьох компаній ще не розглядали кінематограф як вид мистецтва, ще не було телебачення — для демонстрації фільмів великої тривалості, слабко розвинений прокат змушував виробників обмежувати бюджети фільмів сміхотворними як на теперішній час сумами, в які Штрогейм у принципі не міг укластися. Але, видані на DVD, фільми Штрогейма і на початку 21-го століття знаходять все нових і нових шанувальників.
Як актор Еріх фон Штрогейм знявся більш ніж у 70 фільмах.

## Фільмографія

### Режисер
- 1924 — Жадібність / Greed
- 1925 — Весела вдова / The Merry Widow

### Актор
- 1912 — Невидимий ворог / An Unseen Enemy — людина в солом'яному капелюсі
- 1915 — Старий Гейдельберг / Old Heidelberg — Лутц
- 1916 — Його фотографія в газетах / His Picture in the Papers — одноокий бандит
- 1916 — Нетерпимість / Intolerance —  фарисей
- 1917 — Пантея / Panthea — лейтенант
- 1923 — Продажні душі / Souls for Sale — камео
- 1937 — Велика ілюзія / La grande illusion — капітан фон Рауффенштайн
- 1937 — Алібі / L'alibi — Вінклер
- 1944 — Буря над Лісабоном / Storm Over Lisbon — Дереско
- 1950 — Бульвар Сансет / Sunset Blvd — Макс
- 1952 — Альрауне / Alraune — професор Якоб тен Брінкен
- 1955 — Наполеон / Napoléon — Людвіг ван Бетховен